# Råbäcks ekhagar
Råbäcks ekhagar ligger inom Kinnekulle naturvårdsområde i Götene kommun i Västergötland.
Området är skyddat sedan 2007 och omfattar 16 hektar. Det är beläget på den västra delen av platåberget Kinnekulle, strax öster om Råbäcks hamn. Intill i norr ligger Råbäcks herrgård och i öster tangerar Kinnekullebanan. 

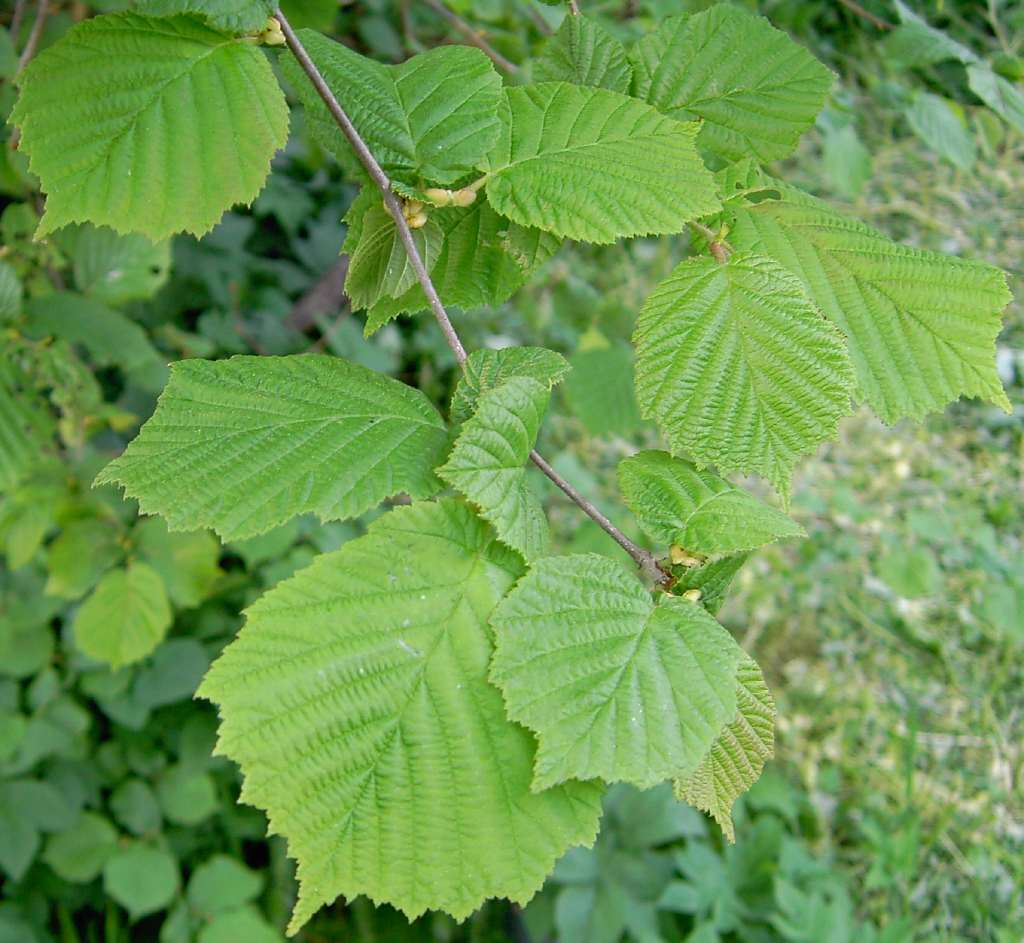
Hassel

Reservatet innehåller ett stort bestånd av gamla ekar och en igenväxande hagmark. I området finns en äldre generation med grova ekar som till stor del trängs av yngre träd som ek, björk och ask. Alla dessa träd är värd för ett myller av insekter, lavar, mossor, svampar och mycket annat. Där trivs sällsynta lavar såsom blyertslav och hjälmbrosklav. 
Kinnekulle vandringsled går strax väster om reservatet.
Råbäcks ekhagar naturreservat ingår i EU:s nätverk av skyddade områden, Natura 2000.